# Майкл Ассельстайн
Майкл Стенлі Девід Ассельстайн (англ. Michael Stanley David Asselstine; нар. 5 жовтня 1989) — канадський борець вільного стилю, срібний призер Панамериканського чемпіонату, чемпіон Франкомовних ігор.

## Життєпис
Виступав за борцівський клуб Едмонтона.

## Спортивні результати на міжнародних змаганнях

### Виступи на Чемпіонатах світу
| Змагання                        | Збірна | Вагова категорія          | Місце |
| ------------------------------- | ------ | ------------------------- | ----- |
| Чемпіонат світу з боротьби 2015 | Канада | вільна боротьба, до 61 кг | 21    |
| Чемпіонат світу з боротьби 2017 | Канада | вільна боротьба, до 70 кг | 23    |
| Чемпіонат світу з боротьби 2018 | Канада | вільна боротьба, до 65 кг | 21    |
| Чемпіонат світу з боротьби 2023 | Канада | вільна боротьба, до 70 кг | 26    |

### Виступи на Панамериканських чемпіонатах
| Змагання                                   | Збірна | Вагова категорія          | Місце  |
| ------------------------------------------ | ------ | ------------------------- | ------ |
| Панамериканський чемпіонат з боротьби 2013 | Канада | вільна боротьба, до 60 кг | 7      |
| Панамериканський чемпіонат з боротьби 2014 | Канада | вільна боротьба, до 61 кг | Срібло |
| Панамериканський чемпіонат з боротьби 2018 | Канада | вільна боротьба, до 65 кг | 5      |

### Виступи на Франкомовних іграх
| Змагання              | Збірна | Вагова категорія          | Місце  |
| --------------------- | ------ | ------------------------- | ------ |
| Франкомовні ігри 2013 | Канада | вільна боротьба, до 60 кг | Золото |

### Виступи на Універсіадах
| Змагання               | Збірна | Вагова категорія          | Місце |
| ---------------------- | ------ | ------------------------- | ----- |
| Літня Універсіада 2013 | Канада | вільна боротьба, до 60 кг | 18    |

### Виступи на інших змаганнях
| Змагання                                   | Збірна | Вагова категорія          | Місце  |
| ------------------------------------------ | ------ | ------------------------- | ------ |
| Золотий Гран-прі з боротьби 2013 (Сассарі) | Канада | вільна боротьба, до 60 кг | 5      |
| Меморіал Вацлава Циолковського 2013        | Канада | вільна боротьба, до 60 кг | 15     |
| Турнір міста Сассарі з боротьби 2014       | Канада | вільна боротьба, до 61 кг | 5      |
| Кубок Канади з боротьби 2015               | Канада | вільна боротьба, до 61 кг | Золото |
| Гран-прі Іспанії з боротьби 2015           | Канада | вільна боротьба, до 61 кг | 5      |
| Меморіал Вацлава Циолковського 2015        | Канада | вільна боротьба, до 61 кг | 10     |
| Кубок Канади з боротьби 2016               | Канада | вільна боротьба, до 65 кг | Бронза |
| Гран-прі Парижа з боротьби 2017            | Канада | вільна боротьба, до 65 кг | 10     |
| Кубок Канади з боротьби 2017               | Канада | вільна боротьба, до 65 кг | Срібло |
| Кубок Канади з боротьби 2018               | Канада | вільна боротьба, до 65 кг | Срібло |
| Відкритий чемпіонат Польщі з боротьби 2018 | Канада | вільна боротьба, до 65 кг | 17     |
| Гран-прі Іспанії з боротьби 2023           | Канада | вільна боротьба, до 70 кг | 8      |